# درگلیس
درگلیس
رده درمانی: داروهای گیاهی
اشکال دارویی: قرص

## موارد مصرف
درمان زخم معده و زخم اثنی عشر، گاستریت و نفخ معده

## مکانیسم اثر
ترکیبات موجود در اسانس نعناع فلفلی مانند منتول، سینئول، اوسمین، کاریوفیلن، پیپرتون، ایزومنتول، فیتول، توکرفولها، بتائین، تانن و کارون از دیرباز به عنوان درمان کننده مشکلات گوارشی مصرف می‌شده‌است..

## عوارض جانبی
در حاملگی، پرفشاری خون و دیابت منع مصرف دارد.